# Arcidiocesi di Velebusdo

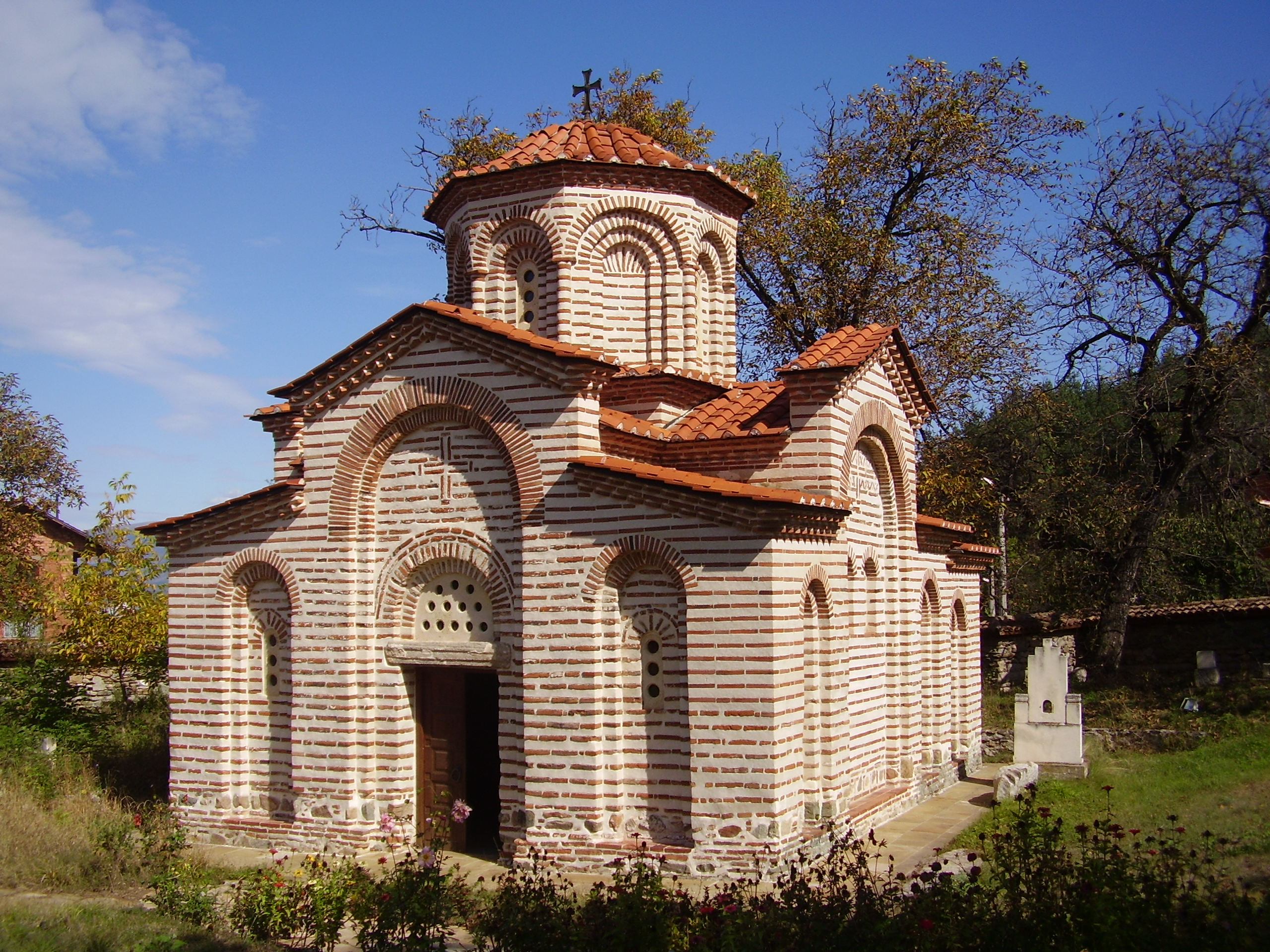
Chiesa bizantina di Kjustendil, risalente al X/XI secolo.

L'arcidiocesi di Velebusdo (in latino Dioecesis Velebusdiensis) è una sede soppressa e sede titolare della Chiesa cattolica.

## Storia
Velebusdo, identificabile con la città romana di Pautalia, è il nome medievale dell'odierna città di Kjustendil in Bulgaria.
In antichità Pautalia era un'antica sede vescovile della provincia romana della Dacia Mediterranea nella diocesi civile di Dacia, suffraganea dell'arcidiocesi di Sardica. Di questa diocesi è noto il nome di un solo vescovo, Evangelio, episcopus Pautaliotae o Pantaliensis, che fu convocato a Costantinopoli dall'imperatore Anastasio nel 516 nelle controversie contro i monofisiti.
All'inizio dell'XI secolo è attestato per la prima volta il nome di Velebusdo (Belebousdion) in un atto dell'imperatore Basilio II Bulgaroctono (976-1025). A causa dell'accresciuta importanza della città, la sede divenne, all'epoca di Manuele I Comneno (1143-1180), la seconda suffraganea più importante di Ocrida, e poi, durante l'epoca delle Crociate, fu elevata al rango di sede arcivescovile.
Nel Basso Medioevo la Chiesa bulgara, per un breve periodo, entrò in comunione con la sede di Roma. Tra le diocesi unite ci fu quella di Velebusdo: papa Innocenzo III inviò all'arcivescovo Atanasio il pallio il 25 febbraio 1204.
Dal 1933 Velebusdo è annoverata tra le sedi arcivescovili titolari della Chiesa cattolica; dal 13 maggio 2016 l'arcivescovo titolare è Gábor Pintér, nunzio apostolico in Nuova Zelanda, Figi, Palau, Stati Federati di Micronesia, Vanuatu, Isole Cook, Kiribati, Isole Marshall, Samoa e Nauru e delegato apostolico nell'Oceano Pacifico.

## Cronotassi

### Vescovi di Pautalia
- Evangelio † (menzionato nel 516)

### Vescovi e arcivescovi di Velebusdo
- Niceforo Apelates † (menzionato nel 1071/1072)[4]
- Giovanni † (seconda metà del XII secolo)[5]
- Gabriele † (seconda metà del XII secolo)[6]
- Atanasio † (menzionato nel 1204)

### Arcivescovi titolari
- Ferdinand Stanislaus Pawlikowski † (7 dicembre 1953 - 31 luglio 1956 deceduto)
- Aston Chichester, S.I. † (23 novembre 1956 - 24 ottobre 1962 deceduto)
- Antônio de Almeida Lustosa, S.D.B. † (16 febbraio 1963 - 16 marzo 1971 dimesso)
- Eugène Klein, M.S.C. † (5 giugno 1971 - 7 aprile 1972 succeduto arcivescovo di Numea)
- Peter Yariyok Jatau † (26 giugno 1972 - 10 aprile 1975 succeduto arcivescovo di Kaduna)
- Enzio d'Antonio † (24 giugno 1979 - 13 maggio 1982 nominato arcivescovo di Lanciano e vescovo di Ortona)
- José Manuel Estepa Llaurens † (30 luglio 1983 - 18 novembre 1989 nominato arcivescovo, titolo personale, titolare di Italica)
- Gábor Pintér, dal 13 maggio 2016